# Algoritmo di Berlekamp
In matematica l'algoritmo di Berlekamp è un algoritmo per la fattorizzazione di polinomi su un campo finito ideato da Elwyn Berlekamp nel 1967. L'algoritmo consiste principalmente nella costruzione di una opportuna matrice contenente coefficienti ottenuti a partire da quelli del polinomio da fattorizzare e nel calcolo del massimo comun divisore tra polinomi. È stato il principale algoritmo per la fattorizzazione di polinomi fino alla realizzazione dell'algoritmo di Cantor-Zassenhaus nel 1981 da cui è stato ormai soppiantato in molte applicazioni. Tuttavia il metodo è ancora implementato in molti sistemi di algebra computazionale, tra cui PARI/GP, infatti è di semplice realizzazione, molti passaggi possono essere parallelizzati in modo efficiente e impone poche ipotesi sul polinomio da fattorizzare.

## Descrizione dell'algoritmo
Dato un polinomio {\displaystyle f(x)} di grado {\displaystyle n} a coefficienti nel campo di Galois {\displaystyle \mathbb {F} _{q}} e che sia privo di fattori ripetuti, si cerca un polinomio {\displaystyle q(x)\in \mathbb {F} _{q}[x]} che divida {\displaystyle f(x)}. Ripetendo poi il procedimento per i fattori di {\displaystyle f(x)} così ottenuti, è possibile ottenere la fattorizzazione di {\displaystyle f(x)} in polinomi irriducibili (che è essenzialmente unica, poiché ogni anello di polinomi su un campo finito è un dominio a fattorizzazione unica).
I fattori di {\displaystyle f(x)} appartengono sicuramente all'anello quoziente {\displaystyle R={\frac {\mathbb {F} _{q}[x]}{\langle f(x)\rangle }}}; l'algoritmo si focalizza sulla ricerca dei polinomi {\displaystyle g(x)\in R} che soddisfano la congruenza
{\displaystyle g(x)^{q}\equiv g(x){\pmod {f(x)}}.}
Tali polinomi formano una sottoalgebra di {\displaystyle R} (visto come spazio vettoriale di dimensione {\displaystyle n} su {\displaystyle \mathbb {F} _{q}}), detta sottoalgebra di Berlekamp. L'interesse per questa sottoalgebra consiste nel fatto che ogni polinomio {\displaystyle g(x)\in R} soddisfa l'identità 
{\displaystyle f(x)=\prod _{s\in \mathbb {F} _{q}}MCD(f(x),g(x)-s),}
che è una fattorizzazione di {\displaystyle f(x)}. Va però osservato che non tutti i fattori della produttoria sono non banali (ovvero elementi invertibili o multipli di {\displaystyle f(x)}), ma al variare di {\displaystyle g(x)} e {\displaystyle s} qualcuno lo è sicuramente, a meno che {\displaystyle f(x)} non sia irriducibile.
Per costruire gli elementi della sottoalgebra di Berlekamp è sufficiente costruirne una base; ciò è possibile poiché tale sottolagebra è il nucleo di una matrice {\displaystyle n\times n} a coefficienti in {\displaystyle \mathbb {F} _{q}}. Tale matrice, che indicheremo con {\displaystyle {\mathcal {Q}}}, è così costruita: l'elemento {\displaystyle q_{i,j}} nell'{\displaystyle i}-esima riga e {\displaystyle j}-colonna è il coefficiente del monomio di grado {\displaystyle j-1} del polinomio {\displaystyle x^{(i-1)q}} modulo {\displaystyle f(x)}, ovvero:
{\displaystyle x^{(i-1)q}\equiv q_{i,n}x^{n-1}+\ldots +q_{i,2}x+q_{i,1}{\pmod {f(x)}}.}
Allora se ad ogni polinomio {\displaystyle g(x)=g_{n-1}x^{n-1}+\ldots +g_{1}x+g_{0}\in R} si associa in modo biiettivo il vettore riga {\displaystyle {\bar {g}}=(g_{0},g_{1},\ldots ,g_{n-1})}, è relativamente semplice provare che il vettore {\displaystyle {\bar {g}}{\mathcal {Q}}} corrisponde al polinomio {\displaystyle g(x)^{q}} modulo {\displaystyle f(x)}. Ne segue che un polinomio {\displaystyle g(x)\in R} appartiene alla sottoalgebra di Berlekamp se e solo se {\displaystyle {\bar {g}}} è un autovettore di {\displaystyle {\mathcal {Q}}}, ovvero soddisfa il sistema di {\displaystyle n} equazioni in {\displaystyle n} incognite {\displaystyle {\bar {g}}({\mathcal {Q}}-I)=0} (dove {\displaystyle I} è la matrice identità di ordine {\displaystyle n\times n}), che può essere risolto in modo efficiente, ad esempio applicando il metodo di eliminazione di Gauss, per ottenere i polinomi cercati.
Una volta individuato un polinomio con la proprietà richiesta è sufficiente calcolare il massimo comun divisore tra {\displaystyle f(x)} e {\displaystyle g(x)-s} al variare di {\displaystyle s} in {\displaystyle \mathbb {F} _{q}} (per esempio con l'algoritmo di Euclide): ogni polinomio ottenuto è un fattore di {\displaystyle f(x)}, eventualmente banale.

## Eliminazione dei fattori ripetuti
Affinché la procedura descritta funzioni, è essenziale l'ipotesi che {\displaystyle f(x)} non abbia fattori ripetuti. Tuttavia questo non limita l'applicazione dell'algoritmo poiché è possibile individuare in modo molto semplice la presenza di tali fattori usando le proprietà delle derivate formali. Sia infatti {\displaystyle f(x)} un polinomio e {\displaystyle f'(x)} la sua derivata formale e si calcoli {\displaystyle g(x)=MCD(f(x),f'(x))}. Si hanno allora tre casi:
1. se {\displaystyle g(x)} è una costante, allora {\displaystyle f(x)} è privo di fattori ripetuti;
2. se {\displaystyle f'(x)=0}, allora {\displaystyle f(x)} è una potenza {\displaystyle p}-esima, dove {\displaystyle p} è la caratteristica di {\displaystyle \mathbb {F} _{q}};
3. se {\displaystyle g(x)} ha grado maggiore di 1, allora è un fattore di {\displaystyle f(x)}.

## Fattorizzazione nell'anello degli interi
L'algoritmo di Berlekamp può essere utilizzato anche nella fattorizzazione di polinomi a coefficienti interi. Tale problema è molto più difficile di quello della fattorizzazione in {\displaystyle \mathbb {F} _{q}}, essendo l'insieme dei coefficienti infinito. Non è infatti neppure ovvio che questo problema sia decidibile. Infatti mentre in {\displaystyle \mathbb {F} _{q}} si potrebbe procedere alla fattorizzazione di un polinomio di grado {\displaystyle n} dividendolo per tutti i {\displaystyle q^{n/2}} polinomi di grado minore o uguale a {\displaystyle n/2} (una tecnica del tutto impraticabile, ma corretta almeno dal punto di vista teorico), in {\displaystyle \mathbb {Z} [x]} è necessario applicare un ragionamento più complesso come il metodo di Kronecker. Tuttavia è possibile provare che esistono un primo {\displaystyle p} e un naturale {\displaystyle n} tali per cui fattorizzando {\displaystyle f(x)} sui campi {\displaystyle \mathbb {F} _{p}}, {\displaystyle \mathbb {F} _{p^{2}}}, ..., {\displaystyle \mathbb {F} _{p^{n}}}, si può ottenere una fattorizzazione di {\displaystyle f(x)} anche su {\displaystyle \mathbb {Z} [x]}. Sotto questa forma il metodo prende il nome di algoritmo di Berlekamp-Zassenhaus e richiede l'uso di osservazioni teoriche più sofisticate, tra cui il lemma di Hensel.